# スルケート郡
スルケート郡（スルケートぐん、ネパール語：सुर्खेत जिल्ला、英語：Surkhet District）は、ネパールのカルナリ州に存在する郡。郡都はビレンドラナガル。人口は417,776人（2021年国勢調査）。